# Połaniec (dopływ Skolwinki)
Połaniec – strumień w północno-zachodniej Polsce, płynący w przeważającej części na terenie miasta Szczecina, jeden z dwóch cieków z których połączenia powstaje strumień Skolwinka. Posiada długość ok. 2,5 km. 
Połaniec to niewielki strumień, który wypływa ze źródeł zlokalizowanych ok. kilometr na południe od wsi Przęsocin. Płynie w kierunku wschodnim, swoim korytem przecina drogę łączącą Szczecin i Police. Po przepłynięciu ok. 2 kilometrów przyjmuje z prawej strony bezimienny ciek, wzdłuż którego przebiega granica miasta Szczecina. Łączy swoje wody z nurtem Stołczynki dając początek strumieniowi Skolwinka, w północno-zachodniej dzielnicy Szczecina - Stołczynie.